# Juncus georgianus
Juncus georgianus är en tågväxtart som beskrevs av Frederick Vernon Coville. Juncus georgianus ingår i släktet tåg, och familjen tågväxter. Inga underarter finns listade i Catalogue of Life.